# ريشارد جاكسون
ريشارد جاكسون (بالإنجليزية: Richard Jackson)‏ (18 أبريل 1980 في المملكة المتحدة - ) هو لاعب كرة قدم بريطاني في مركز الدفاع. لعب مع ديربي كاونتي ونادي لوتون تاون ونادي سكاربورو وويتبي تاون ‏ ونادي هيرفورد ونادي بيرتن ألبيون.

## وصلات خارجية
- ريشارد جاكسون على موقع قاعدة بيانات كرة القدم.إي يو (الإنجليزية)
- ريشارد جاكسون على موقع Soccerbase.com (لاعب) (الإنجليزية)
- ريشارد جاكسون على موقع عالم كرة القدم.نت (الإنجليزية)